# 托夫斯塔 (蘇梅區)
50°54′2″N 34°8′24″E / 50.90056°N 34.14000°E
托夫斯塔（烏克蘭語：Товста）是位於烏克蘭東北部的村莊，由蘇梅州蘇梅區的米科萊夫卡鎮級市鎮負責管轄。該村距離科馬里茨凱2公里，海拔高度164米，2001年人口918。